# Cardanha
Cardanha is een plaats (freguesia) in de Portugese gemeente Torre de Moncorvo en telt 276 inwoners (2001).